# Дијалектичко-бихејвиорална терапија
Дијалектичко-бихејвиорална терапија (ДБТ) је облик психотерапије који спада у трећи талас когнитивно-бихејвиоралних терапија. Састоји се од ширег скупа когнитивних и бихејвиоралних стратегија, уз додатак техника које имају за циљ развој пуне свесности. Фокус на пуној свесности и стратегијама толерисања непријатних осећања овај облик сврстава у „трећи талас“ (заједно са схема терапијом, терапијом прихватањем и посвећеношћу (енг. ACT), метакогнитивном терапијом итд.).
Терапијски приступ је основала др Марша Линехан, професорка психологије из САД-а 80-тих година прошлог века, као третман за хронично суицидалне и особе са дијагнозом граничног поремећаја личности. Правац  је настао на основу њеног сопственог искуства са психијатријским лечењем у младости. Ефикасност дијалектичко-бихејвиоралне терапије је потврђена бројним истраживањима, укључујући и рандомизоване клиничке студије, што облик чини терапијским модалитетом заснованим на доказима.
ДБТ се састоји од четири компоненте:
1. Индивидуална психотерапија
2. Тренинг вештина
3. Консултативан терапијски тим
4. Телефонска подршка између сеанси, као облик подршке у кризи

Тренинг вештина траје 6 месеци, а препоручују се два круга, укупно – годину дана. Састоји се од предавања и практичних вежби, организованих у четири области.

## ДБТ тренинг вештина

### Пуна свесност
Пуна свесност (мајндфулнес) се сматра основом за све друге вештине. Помаже клијентима да прихвате и толеришу снажна емотивна стања у суочавању са узнемирујућим ситуацијама. Састоји се од способности да се усмери пажња на актуелан тренутак „овде-и-сада“, на спољашње и унутрашње садржаје, на начин који није процењујући, већ искључиво дескриптиван. Прва подгрупа вештина су „ШТА вештине“: посматрање, описивање, учествовање. Друга подгрупа су „КАКО вештине“: непроцењујући став, фокус на обављању само једне активности и делотворност – способност да се произведе жељени резултат.

### Толеранција узнемирености
У читавом „трећем таласу“ КБТ-а акценат се премешта са покушаја промене узнемирујућих мисли и емоција на оснаживање вештине прихватања и толерисања нелагоде. У основи је идеја да непроцењујуће прихватање актуелног емоционалног стања води смањењу патње. Уместо преплављености емоцијама које воде понашање или њиховог избегавања, потребно је донети мудре одлуке о томе да ли, када и како предузети конструктивне акције за побољшање тренутне ситуације.

### Емоционална регулација
По ДБТ-у, немогућност адекватне емоционалне регулације је основ граничног поремећаја личности, хроничне суицидалности, али и многих других проблема: поремећаја исхране, болести зависности, проблема са импулсивним понашањем итд. Стога је учење вештина за бољу емоционалну регулацију од кључне важности за третман многих психичких тегоба. Оне укључују идентификовање и именовање емоција, идентификовање препрека за промену емоција, увећање броја и интензитета догађаја који су повезани са позитивним и жељеним емоцијама, разликовање чињеница и наших интерпретација у доживљавању догађаја и многе друге.

### Интерперсоналне вештине
Ове вештине се односе на учење нових и ефикаснијих начина за решавање конфликата, тражење онога што је потребно или постављања граница у интерперсоналним односима. Ове технике имају за циљ да увећају шансе да се испуне сопствени циљеви, а да притом не наруше однос са другима, или умање самопоштовање самог клијента.

## Терапијске основе
Основу дијалектичко-бихејвиоралне терапије чине концепти дијалектике, пуне свесности и биосоцијални модел граничног поремећаја личности.
Дијалектика се односи на противречности које су прво супротстављене (поларизације и екстреми у мислима, емоцијама и понашању), а затим се превазилазе новим балансираним решењима и разумевањем) као синтеза претходних опозита. Главни циљ ДБТ-а је да промени дисфункционалне круте, дихотомне, поларизоване обрасце, усвајањем дијалектичког начина размишљања и понашања, који подразумева уравнотеженији и интегрисан доживљај тренутног стања.
По биосоцијалниом моделу, који је предложила М. Линехан, гранични поремећај личности је последица интеракције биолошке вулнерабилности и инвалидирајућег окружења (неподржавајућег, неприхватајућег, ускраћујућег). Он настаје када особа која је иницијално биолошки склонија да реагује интензивним емоционалним реакцијама, доживљава неразумевање и ускраћеност од околине због таквих испољавања. Особа стално доживљава инвалидацију, те не успева да научи да каналише снажне емоције које доживљава. По овом моделу, гранични поремећај личности је последица комбинације биолошких (наследних) фактора и инвалидирајућег окружења. Тако, умерен интензитет доживљавања у екстремно инвалидирајућем окружењу, или пак екстреман интензитет доживљавања у умерено инвалидирајућем окружењу, могу резултовати граничном структуром личности. Ово је механизам како настанка тако и одржавања поремећаја, те је једна од претпоставки да различита дисфункционална и екстремна понашања (суицидални покушаји, импулсивно преједање, самоповређивање итд.) представљају покушаје да се реши проблем интензивних и болних емоција које особа није у стању да регулише на функционалне начине. 
Важне аспекте дијалектичко-бихејвиоралне терапије представљају различити видови валидације од стране терапеута и тренера, као и увиђање односа између дисфункционалног понашања и емоционалног доживљавања („анализа ланца“, енгл. Chain analysis)
Као и у другим терапијама „трећег таласа“, однос са терапеутом је изразито важна компонента рада. Индивидуална терапија је фокусирана на бихејвиоралну анализу и стратегије промене понашања, помоћ да се вештине научене на тренинзима примене на конкретне изазове са којима се суочава клијент и подршку у кризи између терапијских сеанси.